# Various Positions
Various Positions – siódmy album studyjny Leonarda Cohena, wydany w grudniu 1984 (w Europie w lutym 1985 roku).
Jako głos towarzyszący na płycie pojawiła się amerykańska piosenkarka Jennifer Warnes. Wszystkie piosenki na krążku napisał Leonard Cohen.

## Lista utworów
1. "Dance Me to the End of Love(inne języki)" (aranżacja smyczków Davida Campbella(inne języki)) – 4:38
2. "The Law" – 4:27
3. "Night Comes On" – 4:40
4. "Hallelujah" – 4:39
5. "The Captain" – 4:06
6. "Hunter's Lullaby" – 2:24
7. "Heart with No Companion" – 3:04
8. "If It Be Your Will" – 3:43

## Twórcy
- Leonard Cohen – śpiew, gitara
- Jennifer Warnes – śpiew
- Anjani Thomas – śpiew
- Sid McGinnis – gitara